# الثقافة الوهرانية
الثقافة الوهرانية Oranian
اسم أطلقه هنري بروي على ثقافة وجدت في وهران بالجزائر تشبه الثقافة القفصية وتعاصرها. بدأت هذه الثقافة في نهاية عصر البلايشتوسين واستمرت بعد ظهور خواص العصر الحجري الحديث في المنطقة. وتركزت هذه الثقافة حول المناطق الساحلية في والجزائر،
كما هو الحال في الثقافة القفصية، يعثر على مواقعها أحيانا في الكهوف والملاجئ الصخرية، وتوجد آثارها عادة في المخلفات الكثيرة لمساكن معسكرات العراء. وقد كثرت في هذه الثقافة الأدوات القزمية، والشفرات ذات الظهر، والمدببات، والمقاشط، والمناقيش، والأدوات العظمية البسيطة، وجميعها تشبه أدوات الثقافة القفصية، إلا أنها أصغر حجما.

## المرجع
أبو غنيمة، خالد. 2009؛ معجم مصطلحات ما قبل التاريخ. الأردن: جامعة اليرموك.